# Now I’ve Got a Witness
Now I’ve Got a Witness (Like Uncle Phil and Uncle Gene) ist eines von zwei Rock-’n’-Roll-Instrumentalstücken der  Rolling Stones. Es wurde von Mick Jagger und Keith Richards geschrieben und auf dem Album The Rolling Stones von 1964 veröffentlicht.
Now I’ve Got a Witness war der erste Song, der unter dem Pseudonym Nanker/Phelge auf einem Rolling-Stones-Album erschien. Die Nummer bewegt sich in einem Blues-Rhythmus, der sich während der Aufnahmesession herausbildete, als die Band Marvin Gayes Hit Can I Get a Witness coverten. Daraus übernahmen sie das zentrale Keyboard-Riff und „ersetzten die Klaviermelodie einer religiös anmutenden Erweckungsversammlung durch ein Orgel-Crescendo. Eine melancholische Mundharmonika durchschneidet Charlie Watts gleichmäßigen Beat, bevor der Song schließlich mit einem emotionsgeladenen Gitarrensolo von Keith Richards Feuer fängt“. Harmonisch basiert das Stück auf dem bekannten zwölftaktigen Blues-Schema.
Die im Titelzusatz erwähnten „Uncle Phil“ und „Uncle Gene“ beziehen sich auf den Produzenten Phil Spector und den Popsänger Gene Pitney, die bei einem Teil der Aufnahmen für dieses Album anwesend waren. Spectors „Wall-of-Sound“-Produktionsweise hatte allerdings für das Stones-Album keine Bedeutung. Sein Besuch war lediglich als freundliche Ermunterung gedacht – und ein Vorwand, um ein Auge auf seine Frau zu haben, die Sängerin Ronnie Spector, die mit der Popgruppe The Ronettes zu dieser Zeit mit den Rolling Stones durch Großbritannien tourte. Gene Pitney hatte im Januar 1964 einen Hit mit der Jagger/Richards Komposition That Girl Belongs to Yesterday; der erste Song des Songwriter-Teams, der es bis in die US-Charts schaffte. 
Now I’ve Got a Witness dokumentiert nach Appleford „einen ersten Höhepunkt im Schaffen ihrer legendären Rhythmusgruppe“. Bobby Womack bemerkte zu dem Song: „Bill und Charlie wurden zu einer Einheit; [...] Bill machte aus Charlie einen verdammt guten Drummer – und er aus Bill einen verdammt guten Bassisten“.

## Musiker
- Mick Jagger: Gitarre
- Keith Richards: Gitarre
- Brian Jones: Mundharmonika, Gitarre
- Bill Wyman: Bass
- Charlie Watts: Schlagzeug
- Ian Stewart: Orgel